# الجدول الزمني للطب والتكنولوجيا الطبية
الجدول الزمني لتاريخ الطب والتقانة الطبية.

## العصور القديمة
- 3300 ق.م. – خلال العصر الحجري، استخدم الأطباء الأوائل أشكالاً بدائية جداً من التداوي بالأعشاب.[2]
- 3000 ق.م. – أيورفيدا تعود أصول الأيورفيدا إلى حوالي عام 4000 ق. م.[3]
- c.2600 ق.م. – تم تنصيب إمحوتب الطبيب الكاهن كإله للطب في مصرالفرعونية.[4][5]
- 2500 ق.م. - يتحدّث نقش آيري المصري عن آيري كطبيب عيون في القصر وطبيب القصر المعني بالبطن، وحارس الأمعاء الملكية، وهو من يحضّر الأدوية الهامة وعلى معرفة بسوائل الجسم الداخلية.[6]
- 1900 ق.م. – 1600 ق.م. تمت حماية الألواح الطينية باللغة الأكادية المتعلّقة بالطب كنسخ في مكتبة آشوربانيبال في نينوى.
- * 1800 ق.م. – شريعة حمورابي حددت شريعة حمورابي رسوماً على الجراحين وعقوبات على من يسيئون الممارسات الطبية [6]
- 1800 ق.م. – بردية كاهون
- 1600 ق.م. – بردية هيرست، coprotherapy and magic[7]
- 1551 ق.م. – بردية إبيرس، coprotherapy and magic[8]
- 1500 ق.م. –استخدم الزعفران كدواء في جزيرة آيغين في اليونان القديمة
- 1500 ق.م. – بردية إدوين سميث، نص طبي مصري قديم، وتعتبر أقدم أطروحة جراحية معروفة (ليس جراحة بالمعنى الحقيقي) لكنها لم تتناول السحر [6]
- 1300 ق.م. – برديات بروغش وبردية لندن الطبية
- 1250 ق.م. – أسقليبيوس[6]
- القرن التاسع- هسيود وضع التصور الوجودي للمرض من خلال أسطورة باندورا. للمرض «حياة» قائمة بذاتها لكن منشأه «إلهي».[7]
- القرن الثامن – هوميروس يقول أن بوليدامنا زوّدت القوات الإغريقية المحاصرة لطروادة بأدوية شافية، كما ذكر هوميروس في الأوديسة وجود جرّاح في ساحة المعركة ينزع السهام ويشفي الجروح بمراهم.[6]
- 700 ق.م. – مدرسة كنيدوس الطبية؛ كما أوجدت واحدة أخرى في كوس (جزيرة)
- 500 ق.م. – أمر دارا الأول باستعادة «دار الحياة» (أقدم كلية طب معروفة) [6]:47
- 500 ق.م. - بيان تشو يصبح أول طبيب معروف يستخدم الوخز بالإبر والتشخيص بالنبض.
- 500 ق.م. - تم نشر ساسروتا سامهيتا؛ والذي وضع أطراً لطب أيورفيدا التقليدي.
- 490 - 430 ق.م. وضع إيمبيدوكليس نظرية العناصر الأربعة.
- 510-430: قام ألكمايون الكروتوني بدراسة التشريح العلمي. درس الأعصاب البصرية والدماغ وجادل أن الدماغ كان مقر الحواس والذكاء. وقد ميّز الأوردة من الشرايين وكان لديه تصور أو فهم غامض لدوران الدم.[6] أطلق عليه علماء العصر الحديث ألقاباً كـ«أب التشريح» و«أب علم وظائف الأعضاء» و«أب علم الأجنة» و«أب علم النفس» و«مؤسس الطب النفسي» و«أب الطب» نفسه.[9] لا يوجد أدلة كافية تدعم هذه الادعاءات، لكنه مع ذلك كان مهما.[8][10]
- 425 ق.م. ديوجانس الأبولوني[8]
- 484 – 425 ق.م. هيرودوت يشير إلى أن الأطباء المصريين مختصون: «يمارسون الطب وفق خطة فصل، كل طبيب يعالج اضطراباً واحداً، لا أكثر. لذا تحتشد البلاد بالممارسين الطبيّين، ويتعهد بعضهم بعلاج أمراض العيون وآخرون يعالجون أمراض الرأس وآخرون الأسنان وغيرهم الأمعاء، وبعض هؤلاء المعالجين ليسوا محليين».[6]
- 496–405 ق. م. – سوفوكليس: «لا يعتبر طبيباً متعلماً ذلك الذي يستخدم التمائم لعلاج الآلام التي ينبغي علاجها عن طريق الجراحة».[11]
- 420 ق.م. – أبقراط يؤكد أن الأمراض لها أسباب طبيعية، ويضع قسم أبقراط الطبي.أصل الطب العقلاني.

## الطب بعد أبقراط
- 400 ق.م.- 1 ق.م. - تم نشر كتاب هوانغدي نيجينغ الذي وضع أطر الطب الصيني.
- القرن الرابع قبل الميلاد – فيليستيون من لوكري[8] ميّز براكساغوراس بين الأوردة والشرايين وحدد نبض الشرايين فقط[12]
- 375–295 ق.م. ديوكليس الكارستي[4][8]
- 354 ق.م. – كريتوبولوس الكوسي يستخرج سهماً من عين فيليب الثاني المقدوني ويعالج فقدان مقلة العين دون أن يسبب تشوه الوجه.[13]
- القرن الثالث قبل الميلاد – فيلينوس الكوسي مؤسس مدرسة الفلسفة التجريبية. هيروفيلوس وإراسيستراتوس يمارسان تشريح الجسم البشري.(تشريح الأحياء والأموات)
- 280 ق.م.هيروفيلوس دراسة تشريح الجهاز العصبي ويميّز الأعصاب الحسية والأعصاب الحركية والدماغ. كما درس تشريح العين والمصطلحات الطبية[8]
- 270 – هوانغفو مي يكتب جينجيو جيايجنغ (ألف باء الوخز بالإبر)، وهو أول كتاب يركز على وخز بالإبر تحديدا.

## 1900–1999
- 1901 – كارل لاندشتاينر يكتشف الفروقات بين فئات الدم المختلفة عند الإنسان
- 1901 – ألويس ألزهايمر يعرّف أول حالة مصابة بما عرف بمرض آلزهايمر
- 1903 – فيلم أينتهوفن يخترع تخطيط كهربائية القلب (ECG/EKG)
- 1906 – فريدريك هوبكنس يبين أن نقص الفيتامينات تسبب أمراض عوز فيتامين سي وكساح الأطفال
- 1907 – باول إرليخ يطور علاجاً كيميائياً لداء المثقبيات الأفريقي
- 1908 – فيكتور هورسلي ور. كلارك يخترعان الجراحة المجسمة
- 1909 – أول لولب رحمي وصفه ريتشارد ريتشر.[14]
- 1910 – هانز كريستيان جاكوبز يجري أول جراحة بالمنظار على الإنسان
- 1917 – يوليوس فاغنر فون ياورغ يكتشف أهمية الملاريا في علاج الشلل العام عند المجانين باستخدام معالجة بالتخليج الكهربائي
- 1921 – إدوارد ميلانبي يكتشف فيتامين دي ويبيّن أن نقصه يسبب كساح الأطفال
- 1921 – فردريك بانتنغ وتشارلز بيست يكتشفان الإنسولين – مهم في علاج السكري
- 1921 – فيديل بيجيز الريادة في مجال إعطاء فوق الجافية
- 1923 – أول مطعوم للخناق
- 1926 – أول مطعوم للسعال الديكي
- 1927 – أول مطعوم للسل
- 1927 – أول مطعوم للكزاز
- 1928 – ألكسندر فلمنج يكتشف بنسلين
- 1929 – هانز برجر يكتشف تخطيط أمواج الدماغ عند الإنسان
- 1932 – غرهارت دوماك يطور العلاج الكيميائي للعقدية
- 1933 – مانفريد ساكل يكتشف المعالجة بالصدمة الإنسولينية
- 1935 – لاديسلاس ميدونا يكتشف ميترازول معالجة بالتخليج الكهربائي
- 1935 – أول مطعوم للحمى الصفراء
- 1936 – إيغاس مونيز discovers prefrontal عملية فصل فص المخ الجبهي for treating mental diseases; Enrique Finochietto develops the now ubiquitous self-retaining thoracic retractor
- 1938 – أوغو كيرليتي ولوسيو بيني يكتشفان المعالجة بالتخليج الكهربائي
- 1943 – ويليم كولف يبني أول جهاز غسيل كلوي
- 1944 – Disposable catheter – David S. Sheridan
- 1946 – العلاج الكيميائي – ألفريد جيلمان ولويس غودمان
- 1947 – مزيل الرجفان – كلود بيك
- 1948 – باراسيتامول – يوليوس أكسلرود، برنارد برودي
- 1949 – أول عملية زراعة عدسة داخل العين، بواسطة السير هارولد ريدلي
- 1949 – Mechanical assistor for anesthesia – جون إيمرسون
- 1952 – جوناس سولك يطور أول مطعوم لشلل الأطفال (أصبح متاحاً عام 1955)
- 1952 – استنساخ – روبرت بريغز وتوماس كينغ
- 1953 – المجازة القلبية الرئوية – جون هيشام غيبون
- 1953 – تخطيط الصدى الطبي – إنغي إدلير
- 1954 – جوزيف موراي يجري أول عملية زراعة كلية في الإنسان (في توائم متطابقة)
- 1954 – جهاز شفط الجنين – تاغي مالمستروم
- 1955 – تيتراسايكلن – للويد كونوفر
- 1956 – منشقة معايرة الجرعة – 3M
- 1957 – وليام غراي والتر يخترع تخطيط أمواج الدماغ (toposcope)
- 1958 – ناظمة قلبية اصطناعية – روني إلمكفيست
- 1959 – تلقيح صناعي – مين تشويه تشانغ
- 1960 –اختراع الانعاش القلبي الرئوي
- 1960 – أول حبوب منع الحمل المركبة توافق عليها هيئة الغذاء والدواء[14]
- 1962 – استبدال مفصل الورك – جون تشارنلي
- 1962 – محصر البيتا - جيمس بلاك
- 1962 – أول مطعوم شلل الأطفال عن طريق الفم (سابين)
- 1963 – قلب صناعي – باول وينتشيل
- 1963 – توماس ستارزل يجري أول عملية زراعة كبد
- 1963 – جيمس هاردي يجري أول عملية زراعة رئة
- 1963 – فاليوم (ديازيبام) – ليو هـ. ستيبرناخ
- 1964 – أول مطعوم للحصبة
- 1965 – فرانك بانتريدج يركّب أول جهاز مزيل الرجفان متنقل
- 1965 – أول موجة فوق صوتية
- 1966 – C. Walton Lillehei يجري أول عملية زراعة بنكرياس
- 1966 – Rubella Vaccine – Harry Martin Meyer and Paul D. Parkman[15]
- 1967 – أول مطعوم للنكاف
- 1967 – كريستيان برنارد يجري أول عملية زراعة قلب للإنسان
- 1968 – Powered prothesis – صمويل ألديرسون
- 1968 – توصيل الدواء – أليخاندرو زافارون
- 1969 – قسطر بالوني – توماس فوغارتي
- 1969 – زراعة القوقعة – وليام هاوس
- 1970 –سيكلوسبورين، أول دواء كبت مناعة فعّال استخدم خلال ممارسات زراعة الأعضاء.
- 1971 – كائنات معدلة وراثيا - أناندا تشاكرابارت
- 1971 – تصوير بالرنين المغناطيسي – رايموند داماديان
- 1971 – تصوير مقطعي محوسب (CT or CAT Scan) – غودفري هاونسفيلد
- 1971 – اللصاقات الجلدية -أليخاندرو زافاروني
- 1971 – Sir غودفري هاونسفيلد يخترع أول تصوير مقطعي محوسب
- 1972 – مضخة إنسولين دين كامين
- 1973 – جراحة العين باستخدام (الليزك) – ماني لال بوميك
- 1974 – مص الشحم – جورجيو فيتشر
- 1976 – أول تصوير مقطعي بالإصدار البوزيتروني يصبح متوفر تجارياً
- 1978 – آخر حالة إصابة شديدة بالجدري[16]
- 1979 – مضاد فيروسات (دواء) – جورج هيتشينغز وغيرترود إليون
- 1980 – رايموند داماديان يبني أول ماسح MRI لأغراض تجارية
- 1980 – تفتيت الحصاة بموجات صادمة من خارج الجسم – مجموعة دورنيير للأبحاث
- 1980 – First مطعوم التهاب الكبد الفيروسي ب – باروخ بلومبرغ
- 1981 – الجلد الصناعي – جون بورك وإيوانيز ياناس
- 1981 – بروس بيتز يجري أول زراعة قلب ورئتين للإنسان
- 1982 – علاج الأنسولين المكثف – إيلي ليلي
- استنساخ الإنترفيرون – سيدني بيستكا
- 1985 – أتمتة منظم دي إن أيه – ليروي هوود وللويد سميث
- 1985 – تفاعل البوليميراز المتسلسل (PCR) – كايري موليس
- 1985 – جراحة روبوتية – ييك سان كوو
- 1985 – بصمة وراثية – أليك جيفريز
- 1985 – كبسولة التنظير – Tarun Mullick
- 1986 – Fluoxetine HCl – إيلي ليلي وشريكه
- 1987 – بن كارسون، قاد فريقاً طبياً مكوناً من 70 عضواً في ألمانيا، أول من فصل توأمان متحدي القحفين
- 1987 – الستاتين يصبح متوفر تجارياً - شركة ميرك
- 1987 – هندسة الأنسجة – جوزيف فاكانتي وروبرت لانغر
- 1988 – دعامة (طب) – خوليو بالماز
- 1988 – جراحة الساد – باتريسيا باث
- 1989 – تشخيص جيني ما قبل الزرع (PGD) – ألان هانديسايد
- 1989 – مصفوفة دي إن إيه دقيقة – ستيفن فودور
- 1990 – حقيبة غامو® – إيغور غامو
- 1992 – أول مطعوم التهاب الكبد الفيروسي يصبح متاحاً[17]
- 1992 – بوليمرات نشطة كهربائيا (عضلة اصطناعية) – SRI International
- 1992 – حقن الحيوانات المنوية بالبويضة (ICSI) – أندريه فان شتيرتيغيم
- 1996 – استنساخ النعجة دوللي
- 1998 – علاج بالخلايا الجذعية – جيمس تومسون

## 2000 – حتى الآن
- 2000 26 حزيران - الانتهاء من مسودة مشروع الجينيوم البشري
- 2001 جاك ماريسكو يجري أول عملية جراحية عن بعد.
- 2003 – كارلو أورباني من أطباء بلا حدود ينبّه منظمة الصحة العالمية لتهديد فيروس الالتهاب الرئوي اللانمطي الحاد، ما أثار ردود فعل أكثر فعالية للوباء. توفي أورباني جرّاء الإصابة بالوباء في أقل من شهر.
- 2005 –جان-ميشيل دوبيرنارد يجري أول عملية زراعة وجه جزئياً.
- 2006 – اعتماد أول لقاح فيروس الورم الحليمي البشري.
- 2006 –الموافقة على ثاني لقاح للفيروس العجلي (حيث تم سحب الأول).
- 2007 – البصر الاصطناعي (عين إلكترونية) آرغوس II
- 2008 – لورينت لانتييري يجري أول عملية زراعة الوجه كاملاً.
- 2013 – نمو أول كلية في المختبر في الولايات المتحدة.
- 2013 – نمو أول كبد من خلايا جذعية في اليابان.